# 五魁寮
五魁寮，原寫為五魁藔，是台灣屏東縣潮州鎮的一個傳統地域名稱，位於該鎮西北部。相較於今日行政區，其範圍大致包括三共里不含南端、潮州里西北部凸出部分的北半部、三和里、新生里不含東部邊界地帶南側一小段、同榮里西北端及西部中段一小塊地、新榮里不含東南端、五魁里不含西北部邊界地帶北段及西南端、蓬萊里不含南部邊界地帶偏西側一小段，竹田鄉的鳳明村南部中央凸出部分東北半部及南部東側凸出部分的西南大半部、竹南村南部邊界地帶，以及萬巒鄉的鹿寮村西南端。
本地區境內主要聚落為五塊藔、北勢頭、北勢尾、打鐵店、內水哮、新厝，設有日新工商、潮州國中、潮昇國小、潮和國小。

## 歷史
台灣日治初期，五魁寮地區為一街庄，稱為「五魁藔庄」（舊制街庄），隸屬於港東上里。該庄昔日西邊、西北邊及北邊西段隔東港溪與興化廍庄、鳳山厝庄、溝仔墘庄、頓物庄為界，北邊東段與萬巒庄為鄰，東邊及東南邊為潮州庄，南邊為八老爺庄、力社庄。
1901年（日治明治三十四年）11月11日，全台廢縣廳改設二十廳，該庄隸屬於阿猴廳。1904年（明治三十七年）4月15日，該庄編入「潮州區」，隸屬於阿猴廳。1905年（明治三十八年）4月1日，阿猴廳改稱「阿緱廳」。1909年（明治四十二年）10月25日，全台合併二十廳為十二廳，潮州區仍隸屬於阿緱廳。1920年（大正九年）10月1日，全台地方制度大改正，廢十二廳改設五州二廳，該庄改制並雅化為「五魁寮」大字，隸屬於高雄州潮州郡潮州街（新制街庄）。
戰後潮州街改制為潮州鎮，隸屬於高雄縣，大字亦改制為里。1950年（民國39年）10月1日，高、屏分治，潮州鎮改隸屬於屏東縣。
相較於今日行政區，本地區的範圍大致包括三共里不含南端、潮州里西北部凸出部分的北半部、三和里、新生里不含東部邊界地帶南側一小段、同榮里西北端及西部中段一小塊地、新榮里不含東南端、五魁里不含西北部邊界地帶北段及西南端、蓬萊里不含南部邊界地帶偏西側一小段，竹田鄉的鳳明村南部中央凸出部分東北半部及南部東側凸出部分的西南大半部、竹南村南部邊界地帶，以及萬巒鄉的鹿寮村西南端。

## 聚落
本地區發展較早的聚落為五塊藔、北勢頭、北勢尾、打鐵店、內水哮、新厝，在日治期初期的官方地圖上已有記載。

## 交通
台鐵屏東線是高雄至枋寮間的鐵路幹線，經過本地區中部偏東，並在境內設有潮州車站。該站屬一等站，停靠部分大部分自強號及全部莒光號、區間快車、區間車；由此可前往台鐵沿線各站。
國道3號又稱「福爾摩沙高速公路」，是貫穿台灣西部的兩條縱向高速公路之一，經過本地區中西部，並設有平面側車道（鄉道屏75線）。最近的交流道在北側為省道台88線（東西向快速公路－高雄潮州線）交會處的竹田系統交流道，多利用省道台88線在鄉道屏85線交會處的竹田端進出；在南側為鄉道屏70線交會處的單向進出崁頂交流道（南出北入）及縣道187乙線交會處的雙向進出南州交流道。由此等可快速前往國道3號沿線各地。
省道台1線又稱「縱貫公路」，是臺北至楓港的傳統平面幹道，經過本地區東北端。由該道路北行可前往萬巒鄉西南端、竹田鄉、內埔鄉、內埔鄉/竹田鄉交界地帶、竹田鄉/麟洛鄉交界地帶、麟洛鄉等地；南行繞過潮州市區東側可前往新埤鄉、南州鄉東端、佳冬鄉、枋寮鄉等地。
縣道185甲線是新吉至來義的道路，經過本地區中北部。由該道路西行可前往崁頂鄉北端、萬丹鄉東南端、新園鄉，並止於省道台27線路口；東行可前往萬巒鄉東南端，並止於縣道185號路口。該道路在本地區有部分路段與縣道189號共線，另有部分路段與縣道187號、縣道189號皆共線。
縣道187號是水門至東港的道路，先經過本地區東北部凸出部分的東側邊界地帶，再經過本地區東南端。由該道路北行可前往萬巒鄉、內埔鄉，並止於隘寮地區水門聚落西郊的省道台24線暨縣道185號轉角路口；南行可前往崁頂鄉、東港鎮，並止於省道台17線路口。該道路在本地區有部分路段與縣道185甲線、縣道189號皆共線。
縣道189號是屏東機場至林邊的道路，經過本地區的北部、中部及東南部。由該道路北行可前往竹田鄉、萬丹鄉、屏東市西部、屏東市/九如鄉邊界地帶，並止於屏東機場北側的省道台3線路口；南行可前往新埤鄉、林邊鄉，並止於林邊市區的省道台17線路口。該道路在本地區有部分路段與縣道185甲線共線，另有部分路段與縣道185甲線、縣道187號皆共線。
鄉道屏69線是五魁寮至興和的道路，其北側端點（起點）位於本地區北部、五塊藔聚落的縣道189號路口，由此向西南蜿蜒而行，會經過本地區的內水哮、新厝等聚落。
鄉道屏75線是打鐵至社皮的道路，在本地區路段為國道3號的平面側車道，經過本地區中西部。
鄉道屏85線是新北勢至潮州的道路，其南側端點（終點）位於本地區中部偏東南的中山八巷路口。該道路在本地區有部分路段與縣道185甲線共線。

## 學校
- 日新工商
- 潮州國中
- 潮昇國小
- 潮和國小

## 公務機關
- 屏東縣政府消防局第二大隊潮州分隊

## 廟宇
- 潮州福安宮（土地祠）
- 警察廟（三山國王廟）